# Trillium oostingii
Trillium oostingii är en nysrotsväxtart som beskrevs av Gaddy. Trillium oostingii ingår i släktet treblad, och familjen nysrotsväxter.
Artens utbredningsområde är South Carolina. Inga underarter finns listade.